# 五島市役所玉之浦支所
五島市役所玉之浦支所（ごとうしやくしょたまのうらししょ）は、五島市役所の支所の一つ。

## 所在地
- 〒853-0492　長崎県五島市玉之浦町玉之浦763番地

## 組織
- 玉之浦支所　-　支所長
  - 総務課　-　総務班
  - 地籍調査課　-　地籍調査班
  - 市民課　-　税務班、窓口班、福祉保健班、環境水道班
  - 産業経済課　-　産業復興係
- 会計課分室(総務課兼務)　-　会計班
- 教育委員会分室(総務課兼務)　-　教育復興係
- 選挙委員会分室(総務課兼務)
- 農業委員会分室(産業経済課兼務)
- 消防本部総務課分室(総務課兼務)